# John Josiah Guest
Sir John Josiah Guest, I Baronetto di Dowlais (Merthyr Tydfil, 2 febbraio 1785 – 26 novembre 1852), è stato un ingegnere e imprenditore gallese.

## Biografia
Josiah John Guest è nato a Dowlais. Era figlio di Thomas Guest, socio della Dowlais Iron Company, e di sua moglie, Jemima Revel Phillips. Frequentò la Bridgnorth Grammar School e la Monmouth School.
Nel 1838 Guest fu creato Baronetto di Dowlais, nella contea di Glamorgan. Dopo la sua morte nel 1852, gli succedette il figlio maggiore, che fu elevato alla nobiltà nel 1880 come Barone Wimborne, di Canford Magna nella Contea di Dorset, su iniziativa di Disraeli.

## Carriera
Dopo aver frequentato la scuola, lavorò nella fonderia di suo padre, specializzata nella fabbricazione del ferro, per mano del direttore dei lavori, John Evans. Alla morte di suo padre nel 1807, John ereditò la sua parte della società e sviluppò l'attività, diventando l'unico proprietario delle opere nel 1815. Alla sua morte, la Dowlais Iron Company divenne il più grande produttore di ferro nel mondo.
Guest venne eletto deputato al Parlamento per Honiton, nel Devon (1825-1831). Nel 1832 divenne il primo parlamentare di Merthyr Tydfil.
Le sue opere pubbliche includevano una scuola a Dowlais, progettata da Sir Charles Barry. È stato membro della Royal Society e membro dell'Institution of Civil Engineers. Fu il primo presidente della Taff Vale Railway.

## Matrimoni

### Primo Matrimonio
Sposò, l'11 marzo 1817, Maria Elizabeth Ranken (?-gennaio 1818), figlia di William Ranken. Non ebbero figli.

### Secondo Matrimonio
Sposò, il 29 marzo 1833, Lady Charlotte Elizabeth Bertie (19 marzo 1812-15 gennaio 1895), figlia di Albemarle Bertie, IX conte di Lindsey. Ebbero dieci figli:
- Charlotte Maria Guest (1 luglio 1834-5 giugno 1902), sposò Richard Du Cane, ebbero una figlia[5];
- Ivor Guest, I barone Wimborne (29 agosto 1835-22 febbraio 1914)[2];
- Katharine Gwladys Guest (1837-5 dicembre 1926), sposò Frederick Alderson, non ebbero figli[5];
- Thomas Merthyr Guest (18 gennaio 1838-5 novembre 1904), sposò Lady Theodora Grosvenor[5], ebbero una figlia;
- Montague John Guest (29 marzo 1839-9 novembre 1909);
- Augustus Frederick Guest (12 agosto 1840-23 maggio 1862)[5];
- Arthur Edward Guest (7 novembre 1841-17 luglio 1898), sposò Adeline Mary Chapman[5], ebbero due figli;
- Mary Enid Evelyn Guest (1843-1 novembre 1912), sposò Sir Austen Layard[6], non ebbero figli;
- Constance Rhiannon Guest (1844-22 marzo 1916), sposò Charles Eliot[5], ebbero sette figli;
- Blanche Vere Guest (1847-11 ottobre 1919), sposò Edward Ponsonby, VIII conte di Bessborough[5], ebbero sei figli.

## Morte
Morì il 26 novembre 1852 e fu sepolto in una bara di ferro sotto una lastra di granito rosso nella St John's Church, che era stata costruita per lui nel 1827.